# 邵农
邵农（1928年—2014年4月30日），湖北武昌人，中国人民解放军中将、中共十三大代表，第八、九届全国政协委员。
1949年参军，参加第二次国共内战。1985年6月至1990年4月，任成都军区政治部主任。1988年，担任少将。1990年，授予中国人民解放军中将。1990年4月至1993年12月，任成都军区副政治委员。。2014年去世